# Vähä Vajosuo
Vähä Vajosuo är en mosse i Finland.   Den ligger i landskapet Egentliga Finland, i den sydvästra delen av landet, 150 km väster om huvudstaden Helsingfors. Mossen ligger en dryg kilometer sydost om Vajosuo, mellan Lavamäki och Tortinmäki, på gränsen mellan Åbo och Vahto.